# Mary Bellová
Mary Bellová (* 26. května 1957, Newcastle upon Tyne) je britská vražedkyně, která páchala své zločiny jako dítě.
Její otec není znám. Bydlela se svým otčímem, který se dostal do vězení, a svou matkou, které bylo sedmnáct let, když se Mary narodila. Maryina matka se živila prostitucí se specializací na násilné sexuální praktiky. Matka nechávala své klienty zneužívat svou dceru, které v té době bylo pouhých pět let.

## Počátek
Když nebyla Maryina matka doma, tak se pokusila o sebevraždu předávkováním. Už jako malá začala týrat zvířata.

## Vraždy
Den před svými jedenáctými narozeninami zardousila čtyřletého Martina Browna. Nikdo však nepodezíral jedenáctiletou holčičku z vraždy. Proto se Mary s její kamarádkou vloupaly do školky, kde zanechala vzkaz, kde se k vraždě doznává. Dopis nikdo nebral vážně.
O necelý měsíc později Mary zabila tříletého Briana Howeho. (S únosem malého chlapce ji pomohla kamarádka.) Posléze Briana Mary uškrtila. Mary se po nějaké chvíli vrátila na místo, kde byl Brian uškrcen, a nůžkami do něj vyřezala písmeno „M“, pořezala mu nohy a znetvořila genitálie. Když byla Mary s její kamarádkou vyslýchaná, tak se snažily vymyslet nějaké historky o Brianovi s nůžkami v ruce, což věděla jen policie a vrah. U Normy, Maryiny kamarádky, se neprokázalo, že by vraždila a tak byla osvobozena.

## Následky
Mary byla od roku 1969 do 1973 v nápravném zařízení pro malé chlapce. Po dovršení šestnácti let byla umístěna do ženské věznice.
Roku 1980, ve 23 letech, byla propuštěna. Dostala novou identitu a začala pracovat jako servírka. Po několika letech, ve stejný den, kdy spáchala první vraždu, porodila dceru. Maryina dcera se o její minulosti dozvěděla, až když Mary vypátrali novináři.